# Crypsiphona melanosema
Crypsiphona melanosema là một loài bướm đêm trong họ Geometridae.